# Sencsou–1
A Sencsou–1 volt a kínai Sencsou-program és a Sencsou űrhajó első személyzet nélküli repülése. Az űrhajón nem volt életfenntartó rendszer vagy mentőrendszer. 1999. november 19-én indították, 14-szer megkerülte a Földet és leszállt Belső-Mongóliában.

### Külföldi oldalak
- Shenzhou
- Shenzhou Unmanned Spaceflight Mission
- China Launches Its First Unpiloted Spacecraft and Joins Exclusive Club
- Shenzhou – Divine Military Vessel
- Details About Courses Running up to 1st Manned Spaceflight